# اشری

نشان سازمان اشرِی

اَشرِی یا اَشرائی (به انگلیسی: ASHRAE) مختصر عبارت (به انگلیسی: American Society of Heating, Refrigerating and Air Conditioning Engineers) به معنی انجمن گرمایش، سرمایش و تهویه مطبوع آمریکا است. این سازمان در سال ۱۸۹۴ تأسیس شد که دارای ۵۷ هزار عضو  متخصص ساختمان از ۱۳۲ ملیت در دنیا می‌باشد.
تمرکز این انجمن بر روی بهره‌وری انرژی و کیفیت هوای درونی ساختمان و سرمایش و گرمایش و پایایی  در صنعت می‌باشد.

## انتشارات
انتشارات اشری از معتبرترین انتشارات مهندسی مکانیک و تهویه مطبوع است و در این زمینه در تمام جوامع علمی قابل استناد و استفاده است. کتاب‌های راهنمای آنها با نام راهنمای اشری (به انگلیسی: ASHRAE Handbook) در چهار نسخه در زمینه اچ‌وی‌ای‌سی به صورت چاپی و الکترونیک قابل خریداری است که نسخه‌های آن شامل موارد زیر است که به صورت سالانه به‌روز می‌شوند.
- بنیادی (Fundamentals)
- استفاده اچ‌وی‌ای سی (HVAC Applications)
- سامانه‌ها و لوازم اچ‌وی‌ای‌سی (HVAC Systems and Equipment)
- سرمایش (Refrigeration)